# Nominalgruppteknik
Nominalgrupptekniken (engelska: nominal group technique) är en systematisk metod för att utföra grupparbeten så att man tar tillvara gruppens samlade kompetens. 
Det kräver eftertanke att skydda mångsidigheten och släppa lös kreativiteten. Brainstorming är en välkänd metod för att släppa lös kreativiteten, men mångsidigheten skyddas inte. Personer som har hög status tenderar att dominera, dessutom låser sig tankarna snabbt i vissa banor genom de idéer som kommer fram först. 
En bättre metod är nominalgrupptekniken där var och en tänker ut sina förslag under tystnad och noterar dessa på exempelvis notislappar. De olika förslagen kan sedan smältas samman till en gemensam bild.
Resultatet från ett grupparbete med nominalgrupptekniken ska vara en sammansmält bild. 
Nominalgrupptekniken kan användas för många olika typer av uppgifter där man vill utnyttja kompetensen från en grupp människor med olika kompetens och erfarenhet, och vill vara säker på att utnyttja gruppens samlade kompetents och erfarenhet fullt ut. Det kan vara planering, riskanalys och problemlösning .

## Genomförande av ett typiskt grupparbete med färre än 10 personer
Den lokal där grupparbetet ska äga rum bör ha en stor skrivtavla och ha så gott om platsen framför tavlan att alla kan samlas där stående. Man behöver tuschpennor för att skriva på tavlan och på notislapparna. 
Om det är fler än sex deltagare bör man överväga att ha en facilitator. 
Grupparbetet kan genomföras efter följande riktlinjer: 
- Tänk själv och skriv ner dina tankar på en notislapp. Skriv en tanke per notislapp.

- När alla tänkt klart så presenterar alla sina respektive resultat för gruppen. Allt eftersom man förklarar vad man skrivit på sina notislappar sätts de upp på skrivtavlan. I detta skede sätter man upp lapparna på måfå. Nedsättande eller kritiska omdömen om andras tankar är inte tillåtna, däremot ska man fråga om något är oklart. Vill man uttrycka en känsla eller en åsikt, använder man jag-formen. ”Jag tycker att lösningen är för vagt formulerad.” ”Min uppfattning är att problemet bottnar i personliga motsättningar.”

- När alla har presentationer ska förslagen bearbetas så att det blir ett gemensamt resultat. Det kan gå till på olika sätt. Man kan gruppera notislappar med liknande innehåll och ersätta dessa med en förklarande mening så att de enskilda notislapparna kan tas bort. Eller så tar man alla notislappar med undantag för dubbletter.